# 浸水營古道
22°24′26″N 120°45′23″E / 22.4073241°N 120.7563066°E
浸水營古道，又稱三條崙古道，一般說法起點為屏東縣枋寮水底寮，途經玉泉村、崁頭營、歸化門越過中央山脈後，終點在臺東縣大武，古道長度約47公里，部分路段曾被交通部公路總局納編為縣道198號。現步道路段長15.4公里，為農委會林務局規劃之國家步道系統的一部分。

## 歷史
因1874年發生牡丹社事件，清廷遂展開了闢建開山撫番的工程，當地原住民排灣族政權商榷後，開鑿了幾條通往後山的越嶺道。光緒八年（1882年），清朝官員周大發等人負責監修這條平埔族馬卡道族人移民東部之路，當初古道起點附近有三條崙石頭營的屯軍負責古道防務，因此清代地方誌將此道稱為「三條崙道」。當時身亡的官兵埋於忠英祠。清末時期包括八通關古道在內的多條古道都迅速廢棄，只有三條崙道路暢通無阻。胡適的父親胡鐵花於光緒十八年曾在台灣任職台東知州，當時便是利用這條古道過去台東述職。
日治時期，日本人亦六次修建清朝的三條崙道，使之成為理番道路，用來控制當地原住民排灣族，也因為道路經過的最高警備據點浸水營駐在所於1901年設立，此後路名改稱為浸水營越嶺道。經拓建的浸水營越嶺道路徑大致與三條崙道相同，當時是東部水牛、黃牛向西部輸出的唯一通道，同時也是東、西部往來的電報及郵遞路線。
1945年後，古道一度成為陸軍野戰訓練場所。1968年，國防部為了在大漢山頂建立雷達站，而將從水底寮至中央山脈主脊的路線開發為軍用車道，也就是現在的大漢林道，古道西段的路線大部分被新路取代，東段則乏人行走而逐漸荒廢。直至1990年代，在進行古道調查時，才又重新受到重視。

## 文化資產及保護區
步道上現存的人文遺址包括有“姑仔崙舊社”、“力里社”、“歸化門社”、“出水坡遺址”、“浸水營清代營盤址”、“浸水營日警駐在所”等。
沿線區域內已公告有浸水營野生動物重要棲息環境、大武事業區台灣穗花杉自然保留區及大武臺灣油杉自然保護區等三處自然保護區域。

## 現況
現今走訪浸水營古道，西段部分大多經由枋寮新開村附近的大漢山林道上山，此林道已漸漸取代原古道西段部分，為國軍大漢營區所闢建，車輛可通行。約行至林道23.5公里處在「大樹林」與原古道會合，接下來的東段部分則正式規劃為「浸水營國家步道」，長約15.4公里，車輛不可通行，靠步行約一天之內可走完全部路程，古道海拔落差介於200公尺–1,450公尺之間，可以遠眺南、北大武山。另，欲登步道者在進入到管制哨以上，必須事先辦理入山證。

### 路線
水底寮（原縣道198號及台1線岔路）→新開（縣道185號岔路）→舊力里部落→大漢山（大漢林道23.5k岔路）→浸水營古道東段入口→屏東台東縣界→浸水營駐在所遺址→古里巴保山→出水坡→姑仔崙社→姑仔崙吊橋→加羅坂大橋→加羅坂部落（大武林道）→大武（台9線岔路）

### 事故
該步道終點鄰近海濱，地勢相對平坦，偶有虎頭蜂攻擊行人與山友事件，曾造成傷亡。特別是秋季是虎頭蜂的繁殖季節，人類或動物靠近容易遭攻擊。

## 外部連結
- 自然步道 - 浸水營古道：西段 - 山林悠遊網 （页面存档备份，存于）
- 自然步道 - 浸水營步道：前段 - 山林悠遊網 （页面存档备份，存于）
- 自然步道 - 浸水營古道 - 山林悠遊網 （页面存档备份，存于）
- 自然步道 - 浸水營國家步道東段 - 山林悠遊網 （页面存档备份，存于）
- 浸水營國家步道  台東觀光旅遊網 （页面存档备份，存于）
- 【#尋miing紀遺】EP4｜南蕃事件與四林格事件 @titv8932 （页面存档备份，存于）原視 TITV+ 2022-07-29